# Torneo Competencia 1986
El Torneo Competencia 1986 fue la vigesimoséptima edición del Torneo Competencia. Compitieron los trece equipos de Primera División. El campeón fue Peñarol. La forma de disputa fue de un torneo a una rueda todos contra todos.

## Posiciones
| Puesto | Equipo          | Pts | PJ | PG | PE | PP | GF | GC | Dif |
| ------ | --------------- | --- | -- | -- | -- | -- | -- | -- | --- |
| 1º     | Peñarol         | 21  | 12 | 9  | 3  | 0  | 22 | 5  | 17  |
| 2º     | Bella Vista     | 16  | 12 | 5  | 6  | 1  | 17 | 10 | 7   |
| 3º     | Nacional        | 15  | 12 | 6  | 3  | 3  | 16 | 10 | 6   |
| 4º     | Progreso        | 15  | 12 | 5  | 5  | 2  | 12 | 12 | 0   |
| 5º     | Central Español | 13  | 12 | 3  | 7  | 2  | 12 | 8  | 4   |
| 6º     | Defensor        | 13  | 12 | 5  | 3  | 4  | 15 | 14 | 1   |
| 7º     | Huracán Buceo   | 12  | 12 | 3  | 6  | 3  | 12 | 12 | 0   |
| 8º     | Danubio         | 10  | 12 | 1  | 8  | 3  | 8  | 10 | -2  |
| 9º     | Rampla Juniors  | 9   | 12 | 3  | 3  | 6  | 8  | 14 | -6  |
| 10º    | River Plate     | 9   | 12 | 3  | 3  | 6  | 13 | 20 | -7  |
| 11º    | Wanderers       | 8   | 12 | 2  | 4  | 6  | 18 | 24 | -6  |
| 12º    | Fénix           | 8   | 12 | 2  | 4  | 6  | 10 | 17 | -7  |
| 13º    | Cerro           | 7   | 12 | 2  | 3  | 7  | 9  | 16 | -7  |

## Resultados
| Nacional        | 4-0 | CA River Plate |
| Danubio         | 2-2 | Wanderers      |
| Central Español | 0-1 | Peñarol        |
| Fénix           | 1-1 | Cerro          |
| Huracán Buceo   | 1-3 | Defensor       |
| Rampla Juniors  | 0-0 | Progreso       |

| CA River Plate | 2-0 | Fénix           |
| Wanderers      | 2-2 | Huracán Buceo   |
| Defensor       | 0-2 | Danubio         |
| Progreso       | 1-0 | Central Español |
| Peñarol        | 1-0 | Rampla Juniors  |
| Cerro          | 1-2 | Bella Vista     |

| Huracán Buceo  | 1-0 | Nacional        |
| Defensor       | 2-1 | CA River Plate  |
| Progreso       | 1-1 | Cerro           |
| Rampla Juniors | 1-0 | Danubio         |
| Fénix          | 1-2 | Bella Vista     |
| Wanderers      | 1-1 | Central Español |

| Nacional        | 1-0 | Rampla Juniors |
| Bella Vista     | 0-0 | CA River Plate |
| Danubio         | 0-1 | Peñarol        |
| Central Español | 1-1 | Defensor       |
| Cerro           | 2-0 | Huracán Buceo  |
| Fénix           | 0-1 | Progreso       |

| Bella Vista    | 1-1 | Huracán Buceo   |
| Rampla Juniors | 1-2 | Defensor        |
| Peñarol        | 3-0 | Nacional        |
| CA River Plate | 1-2 | Central Español |
| Wanderers      | 2-3 | Fénix           |
| Cerro          | 1-1 | Danubio         |

| Huracán Buceo   | 0-2 | Peñarol     |
| Defensor        | 2-1 | Cerro       |
| Fénix           | 1-3 | Nacional    |
| Rampla Juniors  | 2-1 | Wanderers   |
| Danubio         | 0-0 | Progreso    |
| Central Español | 0-0 | Bella Vista |

| Nacional    | 2-1 | Wanderers       |
| Danubio     | 0-1 | CA River Plate  |
| Cerro       | 0-2 | Central Español |
| Peñarol     | 1-1 | Fénix           |
| Bella Vista | 3-1 | Rampla Juniors  |
| Defensor    | 1-1 | Progreso        |

| Nacional        | 1-1 | Danubio        |
| Wanderers       | 3-2 | CA River Plate |
| Central Español | 1-1 | Fénix          |
| Peñarol         | 1-0 | Cerro          |
| Rampla Juniors  | 0-0 | Huracán Buceo  |
| Progreso        | 1-1 | Bella Vista    |

| Defensor       | 0-0 | Nacional        |
| CA River Plate | 0-2 | Progreso        |
| Cerro          | 1-0 | Rampla Juniors  |
| Danubio        | 0-0 | Bella Vista     |
| Huracán Buceo  | 1-1 | Central Español |
| Wanderers      | 2-2 | Peñarol         |

| Progreso        | 3-1 | Nacional       |
| Rampla Juniors  | 2-2 | CA River Plate |
| Bella Vista     | 4-0 | Wanderers      |
| Central Español | 1-1 | Danubio        |
| Defensor        | 0-1 | Peñarol        |
| Huracán Buceo   | 2-0 | Fénix          |

| Progreso    | 0-3 | Huracán Buceo   |
| Bella Vista | 3-2 | Defensor        |
| Nacional    | 0-0 | Central Español |
| Peñarol     | 3-1 | CA River Plate  |
| Cerro       | 0-2 | Wanderers       |
| Danubio     | 1-1 | Fénix           |

| Cerro           | 0-2 | Nacional       |
| CA River Plate  | 1-1 | Huracán Buceo  |
| Wanderers       | 1-2 | Progreso       |
| Central Español | 3-0 | Rampla Juniors |
| Peñarol         | 1-1 | Bella Vista    |
| Fénix           | 1-0 | Defensor       |

| Bella Vista    | 0-2 | Nacional  |
| CA River Plate | 2-1 | Cerro     |
| Defensor       | 2-1 | Wanderers |
| Huracán Buceo  | 0-0 | Danubio   |
| Progreso       | 0-4 | Peñarol   |
| Rampla Juniors | 1-0 | Fénix     |